# Висагинас (станция)
Висагинас (лит. Visagino geležinkelio stotis) — станция Литовских железных дорог на линии Вильнюс — Турмантас. Находится близ деревни Пасмальвес Зарасайского районного самоуправления.

## История
До начала строительства Игналинской АЭС обозначалась на картах как разъезд Пасмальвес, так как именно в этом месте начиналась двухпутная железная дорога на Вильнюс. После начала строительства города-спутника АЭС Снечкуса, разъезд стал станцией, с чётной стороны был уложен съезд для оборота дизеля.
В 2001 году второй путь и платформа были демонтированы.

### Пассажирское сообщение
Во времена СССР через станцию проходило и делало остановки на станции несколько пассажирских поездов: Ленинград — Вильнюс, Ленинград — Львов, Ленинград — Варшава, Ленинград — Берлин. После восстановления независимости количество пассажиров сократилось, а российские транзитные поезда исчезли. Последним в 2015 году был отменен поезд Санкт-Петербург — Вильнюс.
По состоянию на 2019 год пригородными дизельными поездами платформа связана с Вильнюсом и Даугавпилсом (по выходным).